# Mediwil
Mediwil ist ein Weiler in der Schweizer Gemeinde St. Ursen im Kanton Freiburg. Mediwil liegt 740 m ü. M. südlich des Galtera-Tals zwischen Wolperwil und Äschlenberg.

## Geschichte
Mediwil wird bereits im Mittelalter urkundlich erwähnt, da es eine Zeit lang Lehen des Klosters Rüeggisberg war. Im Jahre 1937 wurden im Weiler Ruinen gefunden. Nach heutigen Massstäben sind die Ergebnisse der Grabung – man vermutete römischen Ursprungs – aber nicht gesichert. 

## Persönlichkeiten
- Henri Chammartin lebte in den 1970er Jahren in Mediwil.